# Kreis Samland
| Kreis Samland      | Kreis Samland           |
| ------------------ | ----------------------- |
| Preußische Provinz | Ostpreußen              |
| Regierungsbezirk   | Königsberg              |
| Kreisstadt         | Königsberg i. Pr.       |
| Landfläche         | 1.923 km² (1939)        |
| Wasserfläche       | 727,5 km²               |
| Einwohner          | 120.246 (1939)          |
| Bevölkerungsdichte | 63 Einwohner/km² (1939) |
|                    |                         |

Der Kreis Samland war von 1939 bis 1945 ein Landkreis im Regierungsbezirk Königsberg. Er war der viertgrößte in Ostpreußen. Das Landratsamt war in der Stadt Königsberg (Preußen). 1939 hatte der Kreis, der nach der Halbinsel Samland benannt war, auf einer Fläche von 1.923 km² 120.246 Einwohner. An der Ostseeküste gab es viele Gemeinden mit mehr als 2000 Einwohnern, darunter die Ostseebäder Cranz, Neukuhren, Palmnicken und Rauschen sowie Großheidekrug und Neuhausen.

## Geschichte
Am 1. April 1939 wurden der Kreis Fischhausen und der Landkreis Königsberg i. Pr. aufgelöst. Aus beiden Landkreisen wurden Teile in die Stadt Königsberg eingemeindet:
- aus dem Kreis Fischhausen Teile der Gemeinden Goldschmiede, Trankwitz und Wargen sowie die Gemeinde Tannenwalde
- aus dem Landkreis Königsberg (Pr) Teile der Gemeinden Adlig Neuendorf, Altenberg, Godrienen, Mandeln, Palmburg, Wundlacken und Ziegelau sowie die Gemeinden Beydritten, Charlottenburg, Haffstrom, Lauth, Metgethen, Moditten, Prappeln, Quednau, Schönfließ, Seligenfeld, Stiegehnen sowie der Gutsbezirk Frisches Haff.

Die restlichen Gemeinden wurden zum neuen Kreis Samland mit dem Landratsamt in Königsberg zusammengeschlossen. Im Frühjahr 1945 wurde das Kreisgebiet durch die Rote Armee besetzt und danach Teil der Russischen SFSR der Sowjetunion.

## Amtsbezirke
Im Kreis Samland bestanden neben den beiden amtsfreien Städten 67 Amtsbezirke:
- Arnau
- Bledau
- Borchersdorf
- Bulitten
- Cranz
- Damerau
- Drugehnen
- Frisches Haff
- Fritzen
- Fuchsberg
- Fuchshöfen
- Gallgarben
- Georgenswalde
- Germau
- Godnicken
- Godrienen
- Goldschmiede
- Gollau
- Groß Blumenau
- Groß Bruch
- Groß Dirschkeim
- Groß Kuhren
- Groß Legden
- Groß Mischen
- Groß Ottenhagen
- Großheidekrug
- Grünhoff
- Heiligenkreutz
- Heiligenwalde
- Kallen
- Kirschnehnen
- Kumehnen
- Kurische Nehrung
- Kurisches Haff
- Laptau
- Lobitten
- Löwenhagen
- Ludwigswalde
- Mahnsfeld
- Medenau
- Mogahnen
- Neuhausen
- Neuhäuser
- Neukuhren
- Palmnicken
- Peyse
- Pobethen
- Poggenpfuhl
- Postnicken
- Powunden
- Rauschen
- Rossitten
- Rudau
- Sankt Lorenz
- Schaaken
- Schönwalde
- Seerappen
- Steinbeck
- Sudnicken
- Tenkitten
- Thierenberg
- Trutenau
- Waldau
- Waldburg
- Wargen
- Weidehnen
- Woytnicken

## Gemeinden
Der Kreis Samland umfasste die beiden Städte Fischhausen und Pillau sowie 191 weitere Gemeinden:
- Alt Katzkeim
- Altenberg
- Arnau
- Aweyken
- Bärwalde
- Battau
- Bergau
- Berthaswalde
- Biegiethen
- Bieskobnicken
- Birkenwalde
- Bledau
- Bludau
- Borchersdorf
- Antonowka
- Awangardnoje
- Cranz
- Damerau
- Dargen
- Dommelkeim
- Dopsattel
- Dorben
- Dossitten
- Drebnau
- Drugthenen
- Eisliethen
- Eisseln
- Elchdorf
- Eythienen
- Fischhausen, Stadt
- Friedrichstein
- Fuchsberg
- Fuchshöfen
- Gaffken
- Gallgarben
- Gamsau
- Garbseiden
- Geidau
- Georgenswalde
- Germau
- Godnicken
- Godrienen
- Golschmiede
- Gollau
- Goythenen
- Groß Barthen
- Groß Blumenau
- Groß Dirschkeim
- Groß Hubnicken
- Groß Kuhren
- Groß Ladtkeim
- Groß Lindenau
- Groß Mischen
- Groß Ottenhagen
- Groß Heydekrug
- Grünhoff <-der Ort heißt Grünhof ?
- Gutenfeld
- Heidemaulen
- Heyde-Waldburg
- Heiligenkreutz
- Heiligenwalde
- Horst
- Jäskeim
- Jungferndorf
- Kalkeim
- Kallen
- Karmitten
- Kirschnehnen
- Klein Dirschkeim
- Klein Hubnicken
- Klein Kuhren
- Klein Ottenhagen
- Knöppelsdorf
- Kobbelbude
- Kojehnen
- Konradswalde
- Korreynen
- Kraam
- Kragau
- Kraußen
- Kropiens
- Kuikeim
- Kumehnen
- Langendorf
- Laptau
- Lauknicken
- Legden
- Lengniethen
- Lichtenhagen
- Lindenau
- Liska-Schaaken
- Lobitten
- Loppöhnen
- Löwenhagen
- Ludwigswalde
- Mahnsfeld
- Mandeln
- Mantau
- Marienhof
- Marscheiten
- Maulen
- Medenau
- Michelau
- Mogahnen
- Molsehnen
- Mülsen
- Nautzwinkel
- Neu Lindenau
- Neuendorf
- Neuhausen
- Neuhäuser
- Neuhof
- Neukuhren
- Nickelsdorf
- Norgau
- Norgehnen
- Nöttnicken
- Paggehnen
- Palmburg
- Palmnicken
- Perteltnicken
- Perwissau
- Peyse
- Pillau, Stadt
- Pillkoppen
- Pobethen
- Pogauen
- Poggenpfuhl
- Pojerstieten
- Posselau
- Postnicken
- Powayen
- Powunden
- Prawten
- Ramsen
- Rantau
- Rauschen
- Regehnen
- Rosignaiten
- Rossitten
- Rothenen
- Rudau
- Saltnicken
- Sanglienen
- Sankt Lorenz
- Sarkau
- Schaaksvitte
- Schalben
- Schlakalken
- Schmiedehnen
- Schönmohr
- Schönwalde
- Schorschehnen
- Schuditten
- Schugsten
- Seerappen
- Seewalde
- Sorthenen
- Sperlings
- Stantau
- Steinbeck
- Steinort
- Sudnicken
- Syndau
- Tenkitten
- Thiemsdorf
- Thierenberg
- Trankwitz
- Tranßau
- Trentitten
- Trömpau
- Trutenau
- Uggehnen
- Waldau
- Waldburg
- Wardienen
- Wargen
- Wargienen
- Weidehnen
- Weißenstein
- Wernsdorf
- Wickbold
- Widitten
- Wiekau
- Willkeim
- Willkühnen
- Wischehnen
- Wolfsdorf
- Worienen
- Wosegau
- Woytnicken
- Wundlacken
- Ziegelau

Im Kreis lagen außerdem die vier gemeindefreien Gutsbezirke Frisches Haff, Groß Bruch, Forst Kurische Nehrung und Kurisches Haff.

## Landrat
- Klaus von der Groeben (1939–1945)[2]